# Юрчец, Ренато
Ренато Юрчец (хорв. Renato Jurčec; род. 4 июня 1966, Запрешич) — хорватский футболист, выступавший на позиции нападающего. Юрчец провёл всю свою карьеру игрока в Хорватии, представляя различные местные команды, в том числе загребское «Динамо» (которое в 1990-е годы носило название «Кроация») и сплитский «Хайдук». Он примечателен тем, что забил как минимум один гол в каждом из первых 11 чемпионатов хорватской лиги, с момента её основания в 1992 году до сезона 2001/2002, своего последнего на высшем уровне.

## Карьера
Юрчец начинал свою карьеру футболиста в клубе «Загреб» в конце 1980-х годов, когда тот выступал в югославской Второй лиге. В сезоне 1990/1991 годов, последнем, в котором хорватские клубы играли в системе футбольных лиг Югославии, Юрчец забил 7 голов в 30 матчах за «Загреб». После распада Югославии и образования хорватской Первой лиги Юрчец занял со своей командой второе место в первом укороченном розыгрыше чемпионата страны, при этом став её лучшим бомбардиром с 8 голами в 22 матчах.
Сезон 1993/1994 Юрчец провёл за «Инкер» из своего родного города Запрешич, после чего перебрался в сплитский «Хайдук», где он отыграл полтора сезона. В 1996 году он перешёл в стан загребской «Кроации», заклятого врага «Хайдука». Юрчец там не смог закрепиться и был отдан в аренду «Загребу» на вторую часть сезона 1996/1997. В 1998 году он перешёл в «Цибалия», а спустя год — в «Славен Белупо», в составе которого он провёл свои три сезона на высшем уровне, забив 16 голов в 74 матчах лиги.
В сезоне 2002/2003 Юрчец вернулся в «Интер Запрешич», который в то время выступал во Второй лиге. После одного сезона он решил в возрасте 37 лет оставить карьеру футболиста. Тем не менее, в 2005 году он ненадолго возобновил её, подписав контракт с «Максимиром», выступавшим на четвёртом уровне в системе футбольных лиг Хорватии, за который он провёл 57 матчей и забил 29 голов в следующие два сезона.
Всего в высшем дивизионе Хорватии сыграл 244 матча и забил 85 голов.